# VG-리스타
VG-리스타(VG-lista)는 노르웨이의 음악 차트이다. 이 차트는 매 주 신문 베르덴스 강에 실린다.

## 차트
매주 다음과 같은 차트가 실린다:
- 탑 20 싱글
- 탑 40 앨범
- 탑 10 Samlealbums (컴필레이션 앨범)
- DVD 오디오
- 탑 10 싱글 노르웨이 (노르웨이어로 된 싱글만 실림)
- 탑 30 싱글 노르웨이 (노르웨이어로 된 앨범만 실림)